# コンボ (ゲーム)
コンボ(Combo)とは、連続した攻撃の組み合わせ、連続して成功を収めること、或いは効果的な組み合わせを意味するゲーム用語。対戦型格闘ゲーム、音楽ゲーム、トレーディングカードゲーム等で使われ、ゲームのジャンルによって意味は大きく異なる。
コンビネーション(Combination)を略した英語に由来し、英語圏でもcomboは同じ用法で使われる。

## 種類
1. ゲームのルール上、効率的に運用される一定の行動順序。
2. ゲームに仕組まれた特典を得るための「手」。
3. ゲームの仕様上の穴（バグ）を利用した永久パターンや、それに類似する行動。

いずれも、主にコンピュータゲームで用いられる。多くの場合、技単体の単純な合計より、連続したコンボの方が高い得点やゲーム上の利益を得られることが多い（逆にマイナスになる負のコンボ（損害や罰則（ペナルティー）等が大きくなる）、回数制限超過などで無効コンボ（無効要素（そのコンボ（演技は）は0点になる）等）もある）。
例えば、対戦型格闘ゲームやその影響を受けたその他のアクションゲームでは連続攻撃、特に継続中の脱出や反撃が不可能あるいは困難なものを意味する単語として定着している。また、コンボには「チェーンコンボ」という種類がある。
また、ロールプレイングゲーム・シミュレーションゲーム・落ち物パズルゲームなどでは、特定の行動手段を組み合わせたり順番通りに行うことでより高い効果を得たり、その相乗効果により欠点を補ったりする事を指して言う。この用法では、トレーディングカードゲームなどの非電源接続ゲームでも用いられる。
各種の大会等は、〇年連続（正のコンボが続いた）と〇年ぶり（負のコンボを止めた）や〇連勝・〇連敗等の使い方もある。
コンボとは呼ばれていないが、ボウリングではストライクを続けると単純に合計したより高いスコアを得られる。スーパーマリオブラザーズでは着地せずに敵を踏み続けると単体で倒すより高い点数を得られ、指定回数以上行うと残機数が増える特典が得られる（ルールや仕様であるが、仕様上のバグによる永久パターンで過大な得点や残機数ストックを得ることが可能）。
音楽ゲームでは、単にデバイスの操作を連続で成功（一定以上の評価の獲得）させた状態を意味する場合がある。
存在要因としては、コンボの発生によってゲームプレイの爽快感が高まることを想定して開発者側があらかじめ設計しているケースと、プログラム上のバグや対応漏れによるものがプレイヤーの手によって偶発的に発見されるケースとに二分できる。これは、プレイヤーの視点からは確実な判断はできない。両者が並存しているゲームも存在する。ゲームバランスを崩すほど強力な偶発的コンボは「ハメ」等と呼ばれ、プレイヤー同士の対戦では忌避される傾向にある。

## 同義
対戦型格闘ゲーム関連の記事では、コンボを日本語表記する際に「連続技」という言葉を用いる場合が多い。継続中も防御側が何らかの手段を用いれば脱出ないし反撃が可能なものについては「連係」と表記し、厳密に区別する。連続技には「コンボ」「チェーン(chain)」「連鎖」等のルビが振られる場合もある。